# 方儉
方儉（1960年1月12日—）生於台北市，曾任《民生報》環保記者，曾獲得金鼎獎新聞類公共服務獎，1988年「馬肉冒充牛肉」（民生報）、1990年「媒體與不實報導」（首都早報）；1990年後投入環保運動，發起台灣地區的1990地球日運動和聯合國世界清潔日。1997年參加美國三大汽車公司全球供應商品質管理系統QS-9000與ISO/TS 16949稽核員認證培訓，以及千禧蟲（Y2K bug）供應商專案管理與審查計劃。2004年擔任美國品質學會中國分公司首席代表。2006年返回台灣，設立台北市天母社區雜誌《天母合眾國》；2009年結束。2014年底前擔任綠色消費者基金會董事長及秘書長。著有《核能馬戲班》、《臺灣‧能‧革命：綠能大國或核災難民的選擇》。
2007年9月24日，針對《自由時報》配合行政院環境保護署打壓該報醫療環保組外勤記者周富美採訪權一事；方儉批評，環保署署長陳重信曾經因台灣白色恐怖而無法回家，如今卻把黑名單加諸爭取採訪權的周富美身上，「是錯估了形勢，還是受迫害者把痛苦轉移給別人的本能」；《自由時報》長期以來政治色彩是和民主進步黨同色系的，該報隻字未提周富美被環保署打壓一事，「沒有牙齒維護自己報社和記者尊嚴」、「令人懷念當年的《中央日報》」。
2016年12月，方儉宣布辭任臺北市政府廉政透明委員會委員，並批評臺北市市長柯文哲是追著尾巴的狗。
2018年11月23日，方儉公開反對民進黨籍台中市市長林佳龍及桃園市市長鄭文燦連任，「唯在此時此刻給予林佳龍、鄭文燦及其議員黨羽當頭棒喝，才能讓掌權者謙卑、回復台灣價值與民進黨魂」。
2020年，方儉代表台灣綠黨參選臺北市第一選舉區立法委員選舉。

## 相關新聞
2016年6月，行政院長林全提及不排除重啟核一，方儉表示，只要證明台電機組裝置容量不夠而缺電，他就從台電大樓頂樓跳下來。；而後經濟部能源局主任秘書李君禮及經濟部部長李世光皆說，台灣有缺電問題。2019年5月起，經濟部一再宣稱不缺電。
2016年10月25日，方儉到行政院請願，希望能設立公民電力公司，採合作社模式團購電力，讓用戶更聰明用電、節省電價。。
2016年11月14日，方儉不滿衛福部公布之「跨部會赴日考察報告」涉不實登載，與遭解聘教師蕭曉玲赴台北地檢署控告衛福部長林奏延偽造文書。。
2017年8月，因和平電廠輸電鐵塔倒塌，行政院下令全台公家機關下午1至3時關閉冷氣節電；方儉批評，台灣最高的國家機密就是「台灣不缺電」、且擁有充分的電力供應能力，電力不夠是台電管理能力的問題，經濟部長、行政院長全部都說謊，「都該移送法辦」。
2017年8月15日發生815全台大停電，許多網友重提方儉的「跳樓說」，並要求方儉實踐當初做出的跳樓承諾。對此，方儉稱815大停電是停電、不是缺電，並揚言控告要求自己跳樓的人。
2017年9月21日，方儉與核工教授賀立維、立法委員高金素梅召開記者會，揭露台鹽「健康低鈉鹽」等三款產品含有鉀-40輻射，呼籲消費者注意，並要求台鹽將這些「健康鹽」下架。但衛福部及專家學者說明，該產品對人體健康無害。臺鹽表示，因方儉散佈不實指控，臺鹽將依法向方儉提起訴訟與求償；鉀為人體必要元素，根據調查，國人鉀攝取不足、鈉攝取過高；含鉀減鈉鹽產品的推出，目的在於幫助國人維護健康。

2018年1月15日，台北市環境影響評估委員會「住六之六自辦市地重劃區第二次環境影響差異分析報告」會議開議前，方儉跳上主席台，要求停止開會。台北市政府環境保護局局長劉銘龍怒罵方儉「欺負我比你年幼」，拍桌離去。
2018年2月6日，發生花莲地震，隔天方儉在臉書上發文，將這次地震與重啟核二做連結，其表示「天譴台灣也不冤」，引來眾多網友譴責。
2019年5月，經濟部長沈榮津在年代新聞台《數字台灣》照稿說出「台灣的電是夠的，就算台商回流也夠」。同月23日，方儉表示，他不解至今所謂「環保團體」為什麼不承認「電夠了」，有些人「就是要綠電」的態度與「就是要核電」的心態毫無差異，綠能成為商業套利、私募投機圈地的工具。
2019年7月1日，方儉發文抨擊「核四重啟發電商轉」公投理由書內容諸多不實。。
2019年7月15日，方儉表示，台灣核一廠正進入空前的核災危機，不僅核一無法除役，正在運轉中的核二廠亦將重蹈覆轍，台灣正面對雙重重大危機。。
2019年11月11日，方儉舉行記者會批評，台北市長柯文哲利用市民信任，圖利少數不法開發商；更點名爭議不斷的「陽明山保變住六之六開發案」，質疑台北市政府有意幫忙解套，再三呼籲柯文哲「別政治自焚」。
2019年11月19日，代表綠黨參選台北市第一選區（北投、天母）的立法委員。。
2019年11月22日，為陽明山保變住六之六案污水管線工程違法施工的回覆內容不實，告發台北市長柯文哲等5名前後任官員涉嫌偽造文書。。

## 著作
- 《核能馬戲班》（台北：唐山出版社，1991年）
- 《臺灣‧能‧革命：綠能大國或核災難民的選擇》（台北：台灣商務印書館，2014年）

## 外部連結
- 方儉的Facebook專頁
- YouTube上的方儉-六十耳不順頻道